# Sterigmapetalum chrysophyllum
Sterigmapetalum chrysophyllum är en tvåhjärtbladig växtart som beskrevs av G.A. Aymard C. och N. Cuello A.. Sterigmapetalum chrysophyllum ingår i släktet Sterigmapetalum, och familjen Rhizophoraceae. Inga underarter finns listade i Catalogue of Life.